# Jámerson Rentería
Jámerson Rentería (Barranquilla, Atlántico, Colombia; 29 de septiembre de 1980) es un exfutbolista colombiano. Jugaba como delantero. Se retiró en el Zulia de Venezuela.

## Trayectoria
A mediados de 2008 llegó como refuerzo al Caracas F. C., donde jugó toda la temporada 2008-2009. En los primeros días de julio de 2009 el club venezolano anunció que no continuará en sus filas. Durante el segundo semestre jugó con el Atlético Bucaramanga, club que quedó a un paso de ascender a la Primera División colombiana.
Para el 2010, regresa a Venezuela, siendo fichado por el Carabobo F. C. Luego de seis meses sin mayor continuidad regresa a Colombia donde es fichado por La Equidad. Con el equipo asegurador de Bogotá solo juega seis meses antes de volver al Real Cartagena.
Luego de jugar en el Torneo Apertura de la Categoría Primera A colombiana, a mediados de 2011 llega al club Tucanes de Amazonas recién ascendido a la Primera División de Venezuela.

## Clubes
| Club                 | País       | Año         |
| -------------------- | ---------- | ----------- |
| Junior               | Colombia   | 2001 - 2003 |
| Pérez Zeledón        | Costa Rica | 2003 - 2004 |
| Atlético Bucaramanga | Colombia   | 2004        |
| Junior               | Colombia   | 2005        |
| Real Cartagena       | Colombia   | 2005        |
| Deportivo Cali       | Colombia   | 2005        |
| Junior               | Colombia   | 2006        |
| Monagas S.C.         | Venezuela  | 2007        |
| Cúcuta Deportivo     | Colombia   | 2007        |
| Municipal Liberia    | Costa Rica | 2008        |
| Caracas F.C.         | Venezuela  | 2008 - 2009 |
| Atlético Bucaramanga | Colombia   | 2009        |
| Carabobo F.C.        | Venezuela  | 2010        |
| La Equidad           | Colombia   | 2010        |
| Real Cartagena       | Colombia   | 2011        |
| Tucanes de Amazonas  | Venezuela  | 2011 - 2012 |
| Zulia                | Venezuela  | 2012 - 2013 |

## Palmarés

### Campeonatos nacionales
| Título           | Club         | País      | Año  |
| ---------------- | ------------ | --------- | ---- |
| Primera División | Caracas F.C. | Venezuela | 2009 |

### Distinciones individuales
| Distinción                                  | Año  |
| ------------------------------------------- | ---- |
| Goleador del Torneo Finalización (12 goles) | 2005 |